# Protiřetězec
Protiřetězec (někdy také označovaný jako antiřetězec) je matematický termín z oboru algebry a teorie uspořádání, který se používá pro označení množin vzájemně neporovnatelných prvků.

## Definice
Předpokládejme, že množina {\displaystyle X\,\!} je uspořádána relací {\displaystyle R\,\!}.
O podmnožině {\displaystyle Y\subseteq X\,\!} řekneme, že se jedná o protiřetězec, pokud jsou každé dva různé prvky {\displaystyle a,b\in Y\,\!} neporovnatelné pomocí {\displaystyle R\,\!}, tj.

{\displaystyle (\forall a,b\in Y)(a\leq _{R}b\implies a=b)\,\!}

## Příklady

### Protiřetězce v lineárním uspořádání
V lineárně uspořádané množině nemá pojem protiřetězec příliš dobrý smysl – každé dva prvky jsou porovnatelné a neexistují jiné než (nepříliš zajímavé) jednoprvkové protiřetězce.
To se týká například běžného uspořádání reálných čísel nebo přirozených čísel podle velikosti.

### Protiřetězce v množině komplexních čísel
Uvažujme ostré uspořádání {\displaystyle R\,\!} množiny komplexních čísel podle vzdálenosti od nuly (tj. podle absolutní hodnoty). Kdo by měl problém s pojmem komplexního čísla, může si představit geometrickou rovinu a vzdálenost bodů (uspořádaných dvojic) od počátku souřadnic (tj. od bodu [0,0]):

{\displaystyle c_{1}<_{R}c_{2}\Leftrightarrow |c_{1}|<|c_{2}|\,\!}
Položme si otázku, jaké největší protiřetězce zde existují. Každé dva body, které mají stejnou vzdálenost od nuly (leží na stejné kružnici se středem v nule) jsou neporovnatelné a mohou tedy spolu náležet do protiřetězce. Jakmile ale nějaké dva body leží na dvou různých kružnicích se středem v 0, mají různou absolutní hodnotu a jsou porovnatelné – nemohou být spolu v jednom protiřetězci.
Největší možné protiřetězce při tomto uspořádání komplexních čísel jsou tedy soustředné kružnice se středem v bodě 0.

### Protiřetězce vzhledem k dělitelnosti
Uvažujme o množině všech kladných přirozených čísel, s uspořádáním podle dělitelnosti (tj. {\displaystyle a\leq _{|}b\,\!}, pokud {\displaystyle a\,\!} dělí {\displaystyle b\,\!}).
Při tomto uspořádání existují v množině přirozených čísel libovolně velké (co do počtu prvků) protiřetězce. Příkladem nekonečného protiřetězce je množina všech prvočísel. Tento protiřetězec je přitom největší možný – jakékoliv kladné přirozené číslo je porovnatelné s nějakým prvočíslem, takže ho nelze k tomuto protiřetězci přidat, aniž by přestal být protiřetězcem.
Existuje zde ale i jeden největší možný protiřetězec, který je pouze jednoprvkový – je to množina {\displaystyle \{1\}\,\!}. Důvod je ten, že číslo 1 je porovnatelné s každým přirozeným číslem (dělí každé přirozené číslo).